# Rózsa Ferenc (politikus)

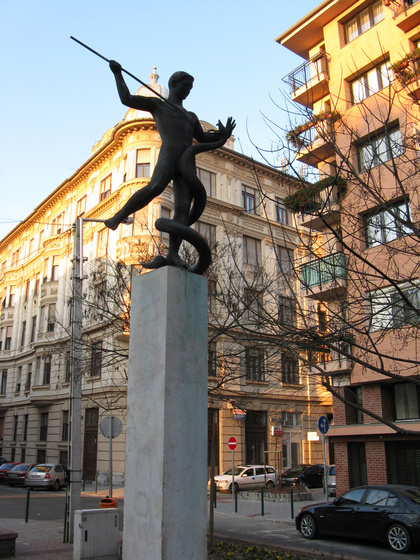
Rózsa Ferenc-emlékkút Budapesten

Rózsa Ferenc (Budapest, 1906. december 4. – Budapest, 1942. június 13.) építőmérnök, újságíró, kommunista aktivista a Horthy-korszak alatt. A Szabad Nép szerkesztőjeként is dolgozott.

## Élete
Édesapja, Rózsa Ernő (1876–1957) a kárpátaljai Bátfáról származó kultúrmérnök, édesanyja Kestenbaum Pepi (1875–1940) volt. A családban két gyerek született, Ferenc és Richárd nevű bátyja. Érettségi után a Karlsruhei Műszaki Egyetemen, majd Drezdában tanult. Egyetemi évei alatt a drezdai Szocialista Diákszövetség szervezője és egyik vezetője, és a szövetség lapjának szerkesztője volt. Cikkeiben írt a megerősödő nemzetiszocialista pártról, az NSDAP-ról, hangoztatva annak veszélyességét. A nyári szünidő alatt mint ács, kőműves és útépítő munkás dolgozott, itt megismerte a munkások életét. Drezdában szerzett mérnöki oklevelet, 1931-ben.
Miután hazatért, Richárd bátyja bevonta az illegális kommunista mozgalomba. A Kommunista című lap szerkesztőbizottságában dolgozott. 1935-ben tagja lett a KIMSZ Területi Bizottságának. 1938-ban az ő irányításával kezdődött meg az illegális kommunista szervezetek kiépítése az MSZDP-ben és a szakszervezetekben. A Szovjetunió megtámadása, 1941 júniusa után illegalitásba vonult, és az úgynevezett „függetlenségi mozgalom” egyik vezetője lett. Az 1942. február 1-jétől a kommunista párt lapjának, a Szabad Népnek lett a főszerkesztője, cikkeiben elemezte a hazai és a nemzetközi helyzetet. Nyíltan háborúellenes volt, kritizálta a fennálló rendszert.
1942. június 1-jén letartóztatták és az Andrássy-laktanyába szállították. Kétheti fogság után tisztázatlan körülmények között elhunyt, a Kerepesi temetőben nyugszik, a munkásmozgalmi panteonban helyezték végső nyugalomra.

## Emlékezete
- 1945, de különösképp a kommunista hatalomátvétel után a rezsim egyik mártírfigurája lett; könyvek, regények jelentek meg róla. Békéscsabán 1948-tól 2008-ig az Andrássy Gyula Gimnázium és Kollégiumnak Rózsa Ferenc Gimnázium volt a neve, ám azt a viharsarki megyeszékhely önkormányzata átnevezte 2008 nyarán.[8] Sokáig számos más magyar településen is voltak még Rózsa Ferenc nevét viselő közterületek, de a Magyar Tudományos Akadémia kiadott egy állásfoglalást, amelynek értelmében a közterületek róla történő elnevezése nem javasolt.[9]
- A Magyar Népköztársaság kormánya 1959-ben alapította a Rózsa Ferenc-díjat az újságírásban kiemelkedőt alkotók részére. Ebben a formájában 1989-ig létezett, utóda a Táncsics Mihály-díj lett.
- A Magyar Posta 1961-ben emlékbélyeget bocsátott ki tiszteletére.
- Budapest VII. kerülete díszkutat állított emlékére (Mikus Sándor alkotása).
- Filkeházán utcát neveztek el róla ami mai napig nevét viseli.

Mellszobra jelenleg a keceli Pintér Művek Haditechnikai Park, Hadtörténeti Múzeumban található.

## Irodalom

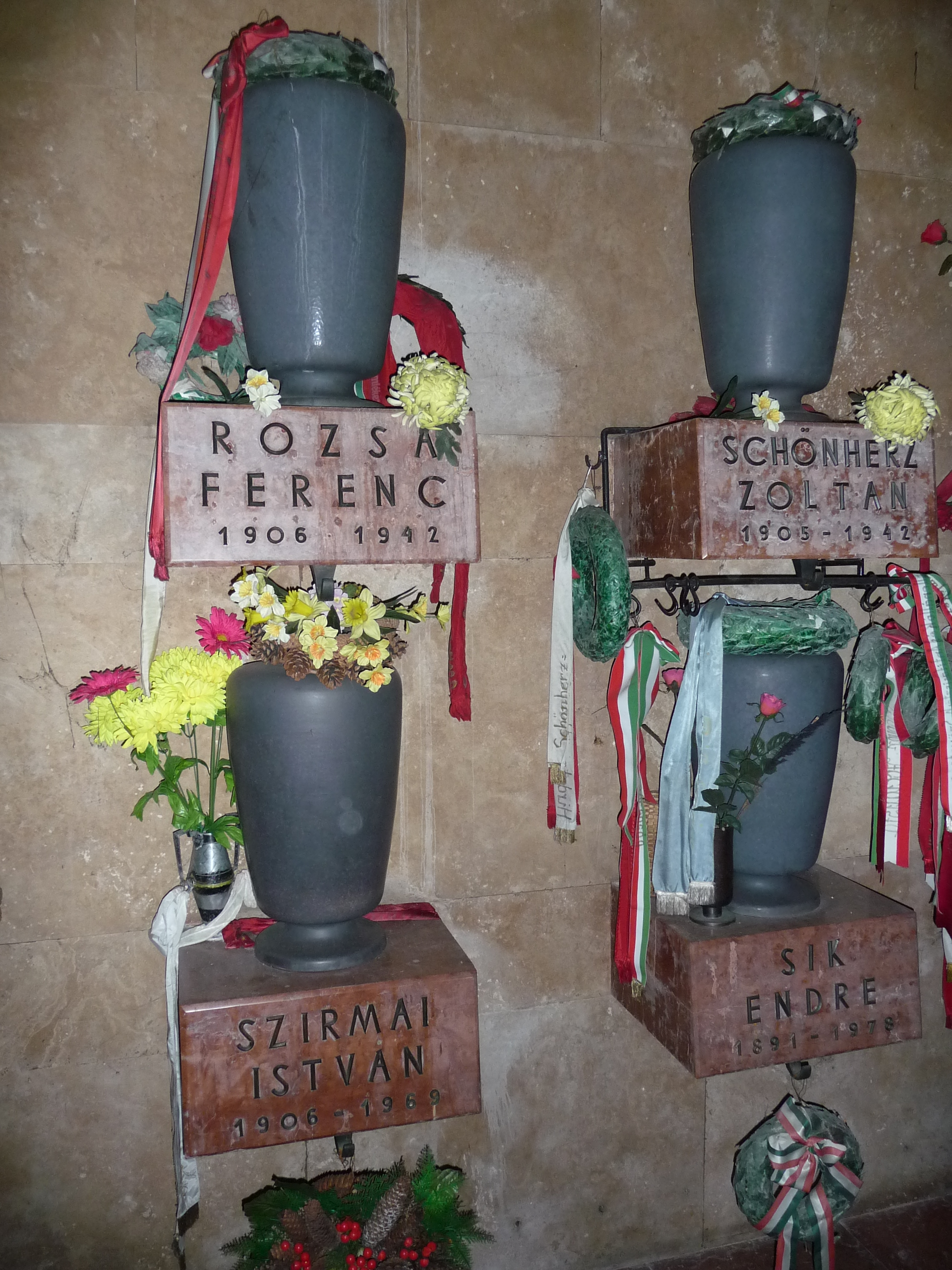
Urnája a Fiumei úti sírkert Munkásmozgalmi Panteonában, Földszinti terem, Felső sor-8)